# Hipposideros thomensis
Hipposideros thomensis là một loài động vật có vú trong họ Dơi nếp mũi, bộ Dơi. Loài này được Bocage mô tả năm 1891.